# Quoyula
Quoyula là một chi ốc biển, là động vật thân mềm chân bụng sống ở biển thuộc họ Muricidae, họ ốc gai.
Chi này đã trở thành đồng nghĩa của Coralliophila H. Adams & A. Adams, 1853

## Các loài
Các loài thuộc chi Quoyula bao gồm:
- Quoyula madreporarum (Sowerby, 1832)[2]: đồng nghĩa của Coralliophila monodonta (Blainville, 1832)
- Quoyula monodonta Quoy & Gaimard[3]: đồng nghĩa của Coralliophila monodonta (Blainville, 1832)